# Prägerichten
Das Prägerichten ist ein Fertigungsverfahren aus der Gruppe des Eindrückens, das zum Druckumformen zählt.
Beim Prägerichten werden zwei Werkzeuge genutzt, auf denen sich Erhöhungen befinden, die in einem Raster angeordnet sind. Die üblicherweise sehr dünnen Werkstücke werden zwischen die Werkzeuge gelegt und dann von diesen gepresst bzw. geprägt. Genutzt wird es zum Richten (Geradebiegen) von Werkstücken, die sich verzogen haben. Durch das Raster können sich auch Eigenspannungen abbauen.
Wesentlich bedeutender für diese Anwendung ist das Walzrichten, das jedoch auch mit dem Prägerichten kombiniert werden kann.